# La Femme flambée
La Femme flambée (Die flambierte Frau) est un film allemand réalisé par Robert van Ackeren, sorti en 1983.
Ce film a été présélectionné en tant que « meilleur film étranger » à la 56e Cérémonie des oscars de 1984 mais n'a pas été retenu.

## Synopsis
Eva (interprétée par Gudrun Landgrebe), une femme d'un milieu bourgeois, décide de quitter son mari arrogant. Elle décide de devenir call-girl et avec l'aide d'une autre femme, nommée Yvonne, en apprend les bases du métier. Rapidement, elle y rencontre un homme charmant et s'y attache. Acceptant un soir un rendez-vous romantique, elle découvre que Chris, son amant (interprété par Mathieu Carrière) est aussi un gigolo. Elle emménage alors dans son appartement-terrasse assez vaste pour permettre aux deux partenaires de travailler séparément,.
Mais petit à petit, Eva se tourne vers des services de sadomasochisme et se découvre un grand plaisir à être dominatrice. Ses affaires florissantes rendent Chris jaloux. Celui-ci assiste un jour, en voyeur, à une de ses séances, ce qui lui révèle que son succès vient de son art de l'humiliation : plus elle les blesse, plus ils paient. De son côté, Eva jalouse aussi Chris pour un de ses clients réguliers dont elle est tombée sous le charme. Un amour dévastateur, feu de désir et bientôt jusqu'au drame,.
« Le cas d'Eva et de Chris frappe parce que leur métier appartient au domaine le plus intime. Mais la question n'est pas là. Ils l'exercent tous les deux en bons artisans. D'ailleurs, c'est un métier comme un autre, avec ses lois, ses tarifs, ses difficultés et ses plaisirs. Le problème est celui du couple, d'exister à deux, sans que les préoccupations personnelles ne détruisent les émotions. Pour éviter la solitude, on s'arrange avec quelqu'un jusqu'à ce qu'on ne s'arrange plus et on recommence, rien ne change », explique le réalisateur.

## Fiche technique
- Titre : La Femme flambée
- Titre original : Die flambierte Frau
- Réalisation : Robert van Ackeren
- Scénario : Robert van Ackeren et Catharina Zwerenz
- Production : Dieter Geissler (de) et Robert van Ackeren
- Musique : Peer Raben
- Photographie : Jürgen Jürges
- Montage : Tanja Schmidbauer
- Pays d'origine :  Allemagne de l'Ouest
- Format : couleur - mono
- Genre : drame
- Durée : 106 minutes
- Date de sortie : 1983

## Distribution
- Gudrun Landgrebe : Eva
- Mathieu Carrière : Chris
- Hanns Zischler : Kurt
- Gabriele Lafari : Yvonne
- Matthias Fuchs : Markus